# Phasme du Pérou
Taxons concernés
- dans la famille des Diapheromeridae :
  - Oreophoetes peruana
- dans la famille des Pseudophasmatidae :
  - Peruphasma schulteimodifier

Le phasme du Pérou peut, en français, désigner plusieurs insectes de l'ordre des Phasmatodea (phasmes), du sous-ordre des Verophasmatodea, qui vivent au Pérou :
- Oreophoetes peruana, appartenant à l'infra-ordre des Anareolatae, mesure de 5 à 15 centimètres, il se nourrit de fougères et a un cycle de vie diurne. Il présente la particularité de sécréter, s'il est dérangé, un liquide blanc riche en quinoléine par deux glandes situées sur le prothorax. Le mâle est rouge, tandis que la femelle est jaune grillé de noir ;
- Peruphasma schultei, appartenant à l'infra-ordre des Areolatae, peut s'appeler aussi « phasme péruvien de Schulter ».